# わさび (レストラン)
わさびとはイギリスを拠点としてロンドンとニューヨークで寿司や弁当中心の日本料理を扱うファーストフードチェーンストアである。2003年に韓国の実業家であるキム・ドンヒュンが設立した。2015年1月時点でセントラル・ロンドンに37店舗、ニューヨークに1店舗展開していて、同年6月にケンブリッジに出店した。

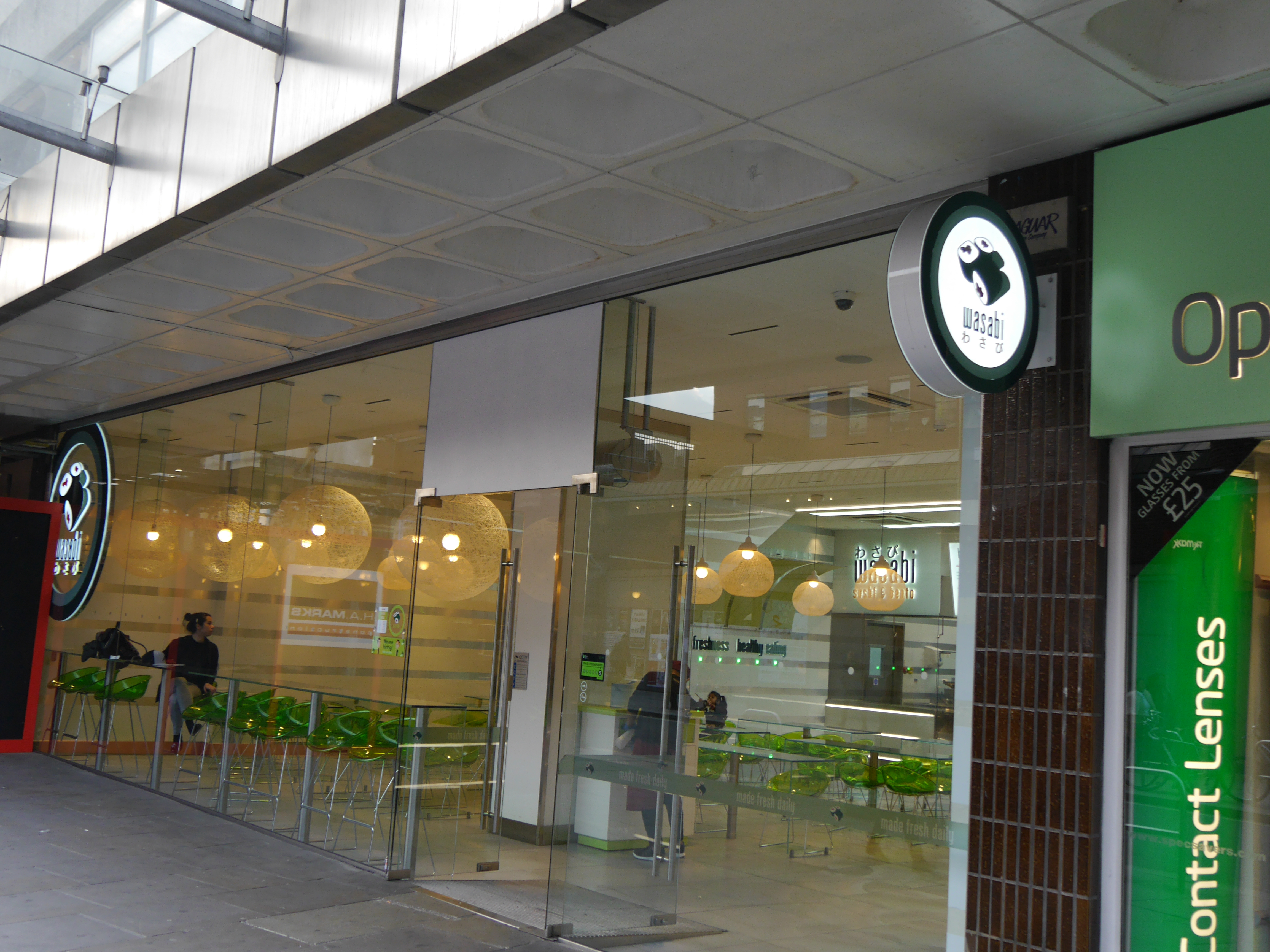
ロンドンのキングストリート (ハマースミス)（英語版）にある店舗
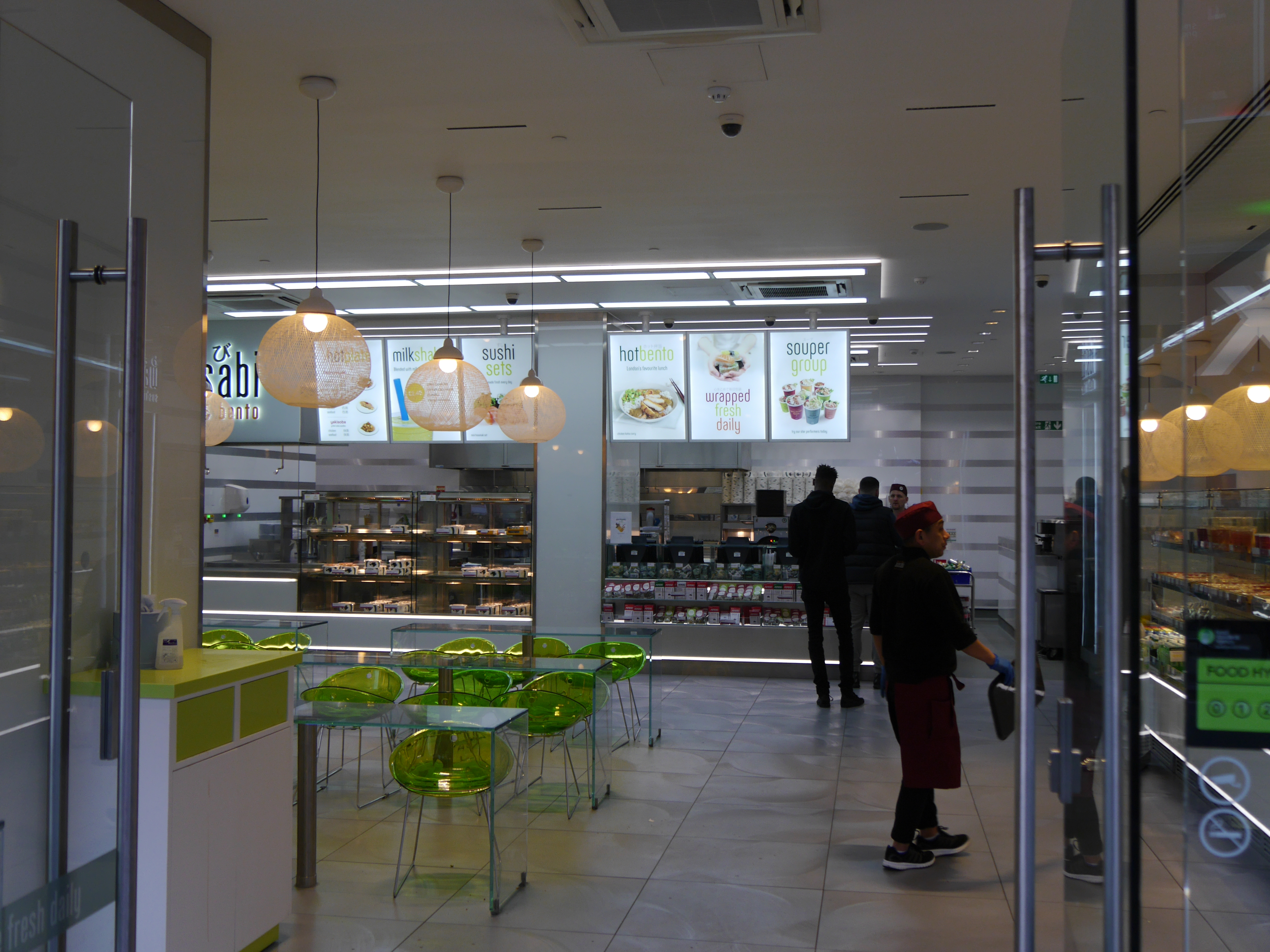
キングストリート店内部